# Ada (Drivuša)
Ada je riječni otok na rijeci Bosni. Nalazi se kod mjesta Drivuše, bliže zapadnoj obali. Rijeka je na tom mjestu proširena. se u pravcu sjever - jug, u smjeru toka rijeke. S istočne strane je ušće Babine rijeke u Bosnu. Preko južnog dijela Ade vodi most.